# 塔基奧科納 (印第安納州)
塔基奧科納（英語：Tarkeo Corner）是位於美國印第安納州第開特縣的一個非建制地區。該地的面積和人口皆未知。

## 地理
塔基奧科納的座標為39°15′46″N 85°29′02″W / 39.26278°N 85.48389°W，而該地的平均海拔高度為291米（即955英尺）。